# Hasib Hussain
Hasib Mir Hussain (16. september 1986 – 7. juli 2005) var den yngste af de mistænkte efter Terrorangrebet i London den 7. juli 2005. Det antages at han udløste en selvmordsbombe i en bus på Tavistock Square.
Han var født i Beeston i Leeds, i en familie af pakistansk oprindelse. Han var den yngste af tre brødre. På tidspunktet for terrorangrebet boede han sammen med sin familie i Colonso Mount i Beeston.
Efter en vanskelig ungdomtid blev han mellem halvandet og to år før terrorangrebet dybt religiøs. På et tidspunkt kom han i kontakt med radikale islamister. 
Kort tid efter terrorangrebet meldte hans forældre til Metropolitan Police Service, at han var rejst til London sammen med tre venner, og at de ikke havde hørt fra ham siden.